# Martin Ritzenhoff
Martin Ritzenhoff (* 18. September 1969 in Düsseldorf) ist ein Drehbuchautor.

## Leben und Karriere
Ritzenhoff war Student des ersten Jahrganges für Drehbuch an der Filmakademie Ludwigsburg. Seitdem schrieb er unter anderem die Drehbücher für die Kinofilme Feuer, Eis und Dosenbier, Fußball ist unser Leben, Der letzte Lude und Was nicht passt, wird passend gemacht (alle gemeinsam mit Matthias Dinter), den Tatort Fette Krieger (unter Pseudonym) und arbeitete für die ZDF-Serie Ein Fall für Zwei (zusammen mit Xao Seffcheque). Ebenfalls mit Xao Seffcheque verfasste er nach einem gemeinsamen Drehbuch das Theaterstück Helden für einen Tag, das 2006 im Düsseldorfer Schauspielhaus uraufgeführt wurde. Darin geht es um die Anfänge der Punkbewegung und den Konflikt zwischen der Alternativkultur der 1968er mit der No-Future-Ideologie der Punks. Ritzenhoff lebt mit seiner Familie in Düsseldorf.

## Filmografie
- 1997: Die Nacht der Nächte - School’s out
- 1997: Was nicht passt, wird passend gemacht (Kurzfilm)
- 1999: Die Bademeister – Weiber, saufen, Leben retten
- 2000: Fußball ist unser Leben
- 2001: Die Bademeister – Busen, Beton, Bieralarm
- 2002: Feuer, Eis & Dosenbier
- 2002: Das Jesus Video
- 2003: Der letzte Lude
- 2007: Ein Fall für zwei
- 2008: Nachts – Geschichten aus der Dunkelheit
- 2008: Entführt – Ich hol dich da raus
- 2009: Vorstadtkrokodile
- 2013: Das kleine  Gespenst
- 2015: Einstein (Fernsehfilm)
- 2015: Gespensterjäger – Auf eisiger Spur
- 2015: Die Kleinen und die Bösen
- 2015–2016: Matterns Revier
- seit 2017: Einstein (Fernsehserie)